# Acanthoderma memecyli
Acanthoderma memecyli är en svampart som beskrevs av Syd. & P. Syd. 1917. Acanthoderma memecyli ingår i släktet Acanthoderma, divisionen sporsäcksvampar och riket svampar.   Inga underarter finns listade i Catalogue of Life.